# Anant Agarwal
Pour les articles homonymes, voir Agarwal.
Anant Agarwal (Delhi, 1er janvier 1959) est un informaticien indo-américain, professeur à l'Institut de technologie du Massachusetts.

## Biographie
Agarwal étudie à Mangalore et à l'Institut indien de technologie de Madras. Plus tard, il obtient son doctorat à l'Université Stanford.
Il est le président d'edX. 
En 2018, Anant Agarwal est fait docteur honoris causa de l'UCLouvain.